# سانت جيمزز بارك (محطة مترو أنفاق لندن)
سانت جيمزز بارك (بالإنجليزية: St. James's Park)‏ هي إحدى محطات مترو أنفاق لندن. تقع على خط ديستريكت وسيركيل أفتتحت في المنطقة (Zone) رقم 1 أفتتحت في 24 ديسمبر 1868.

## معرض صور

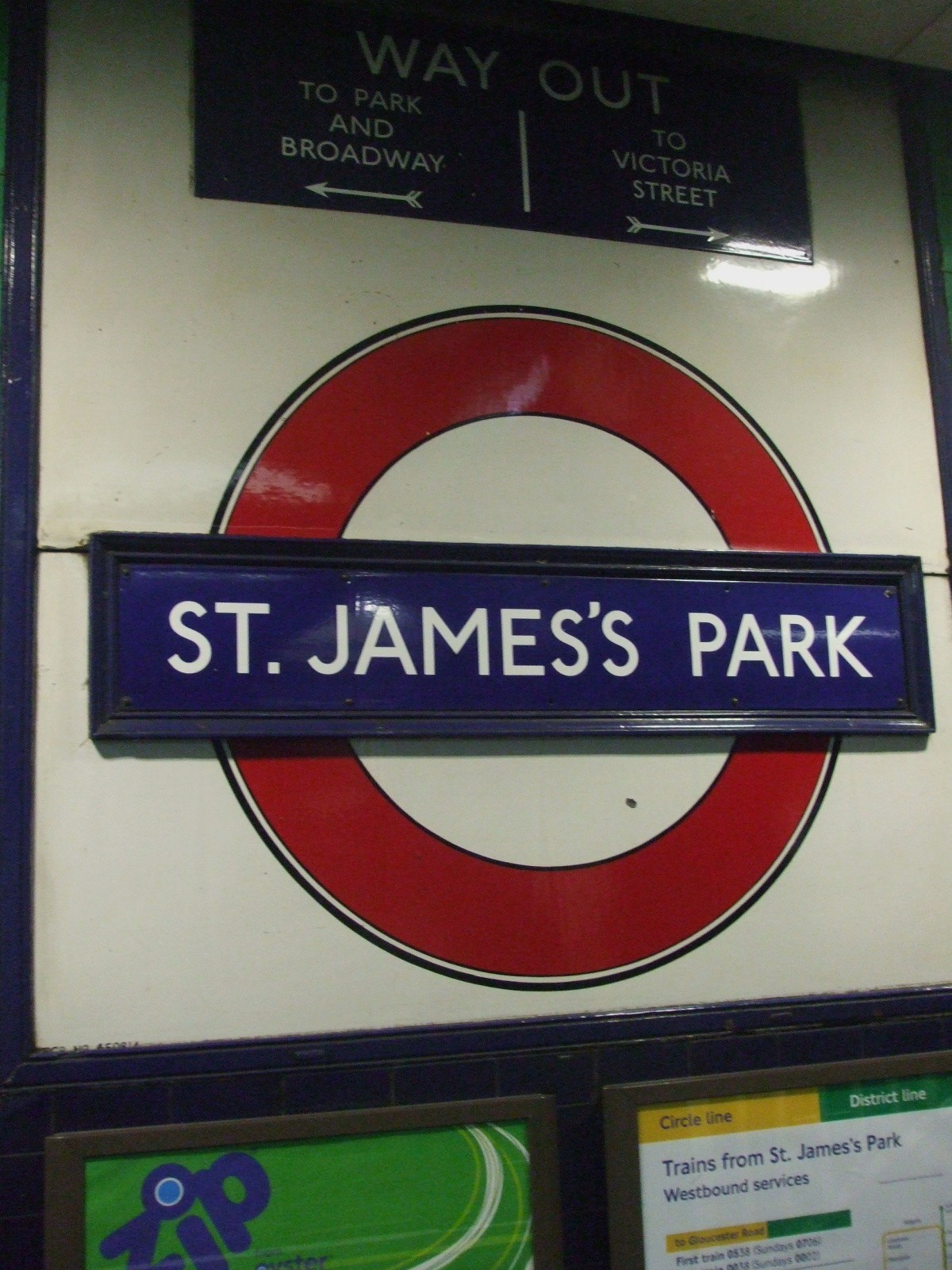
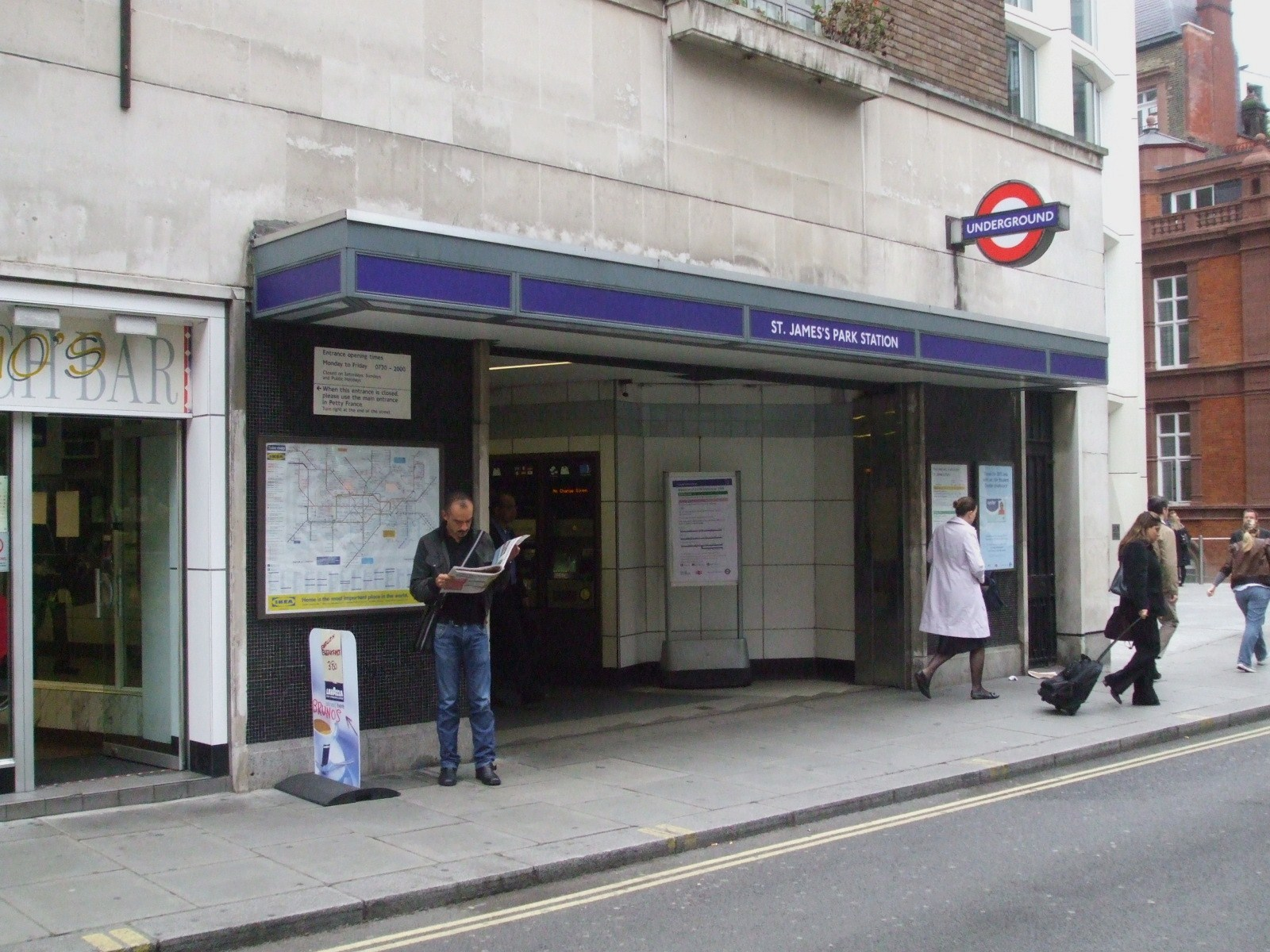
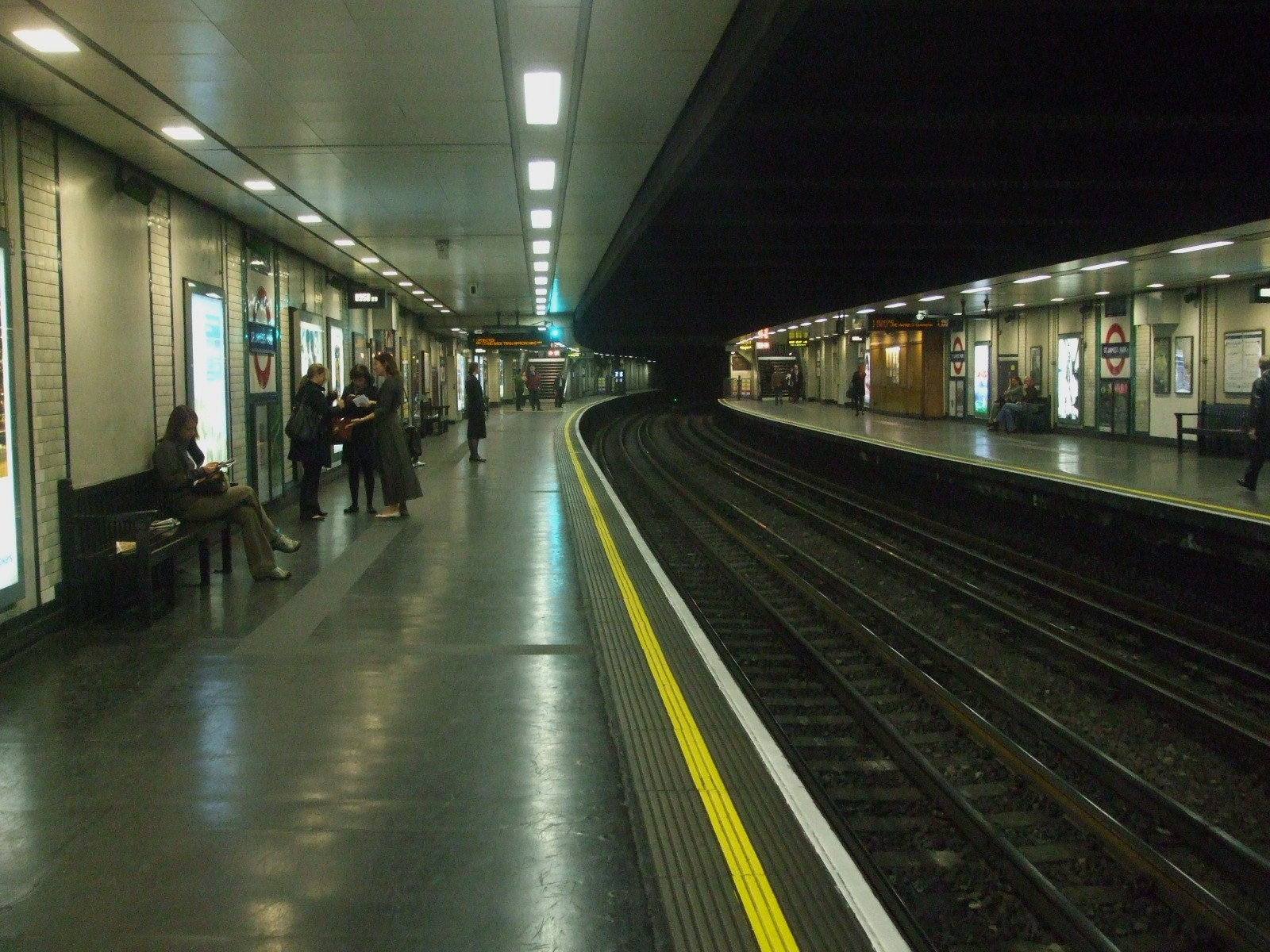
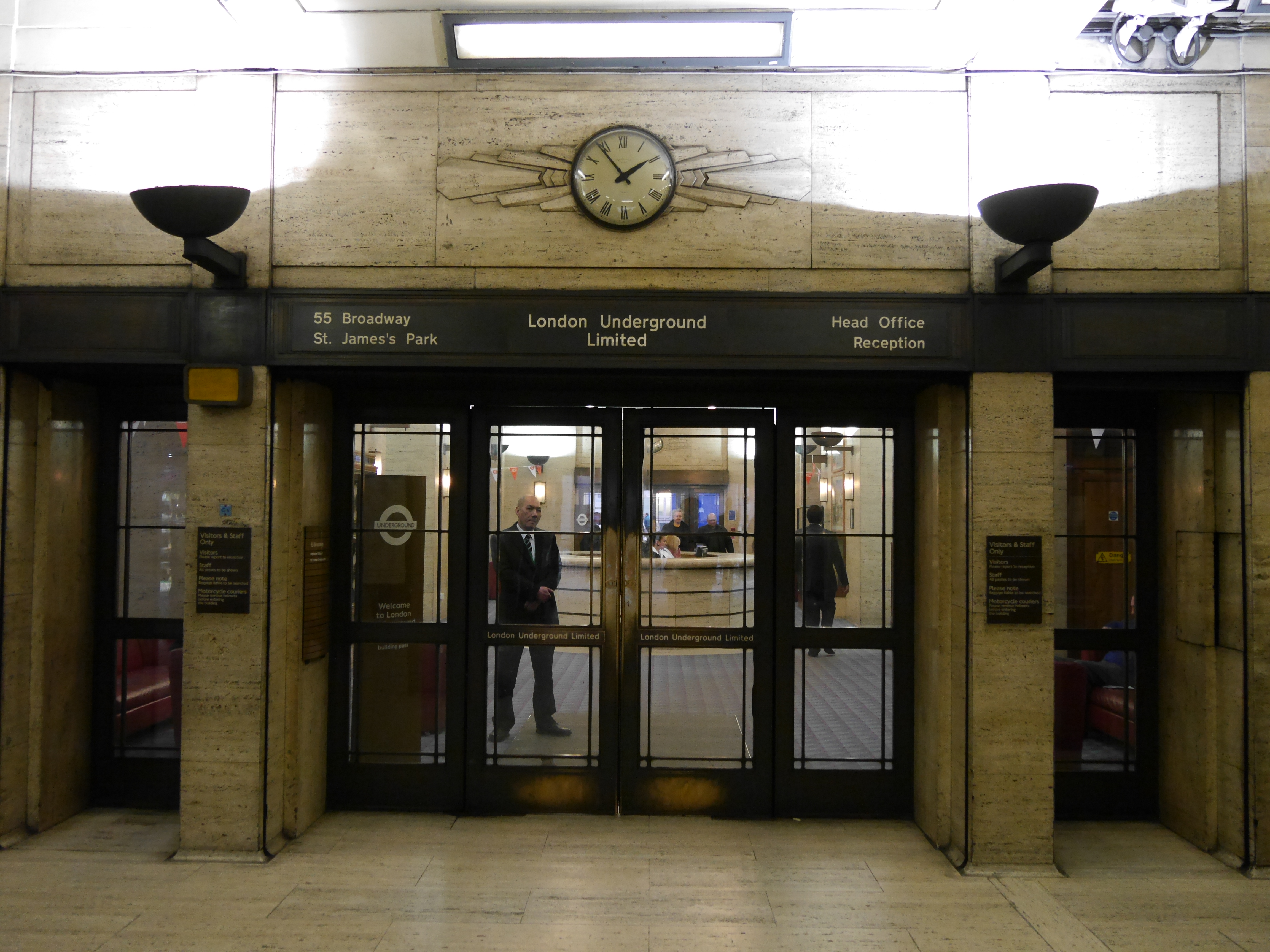
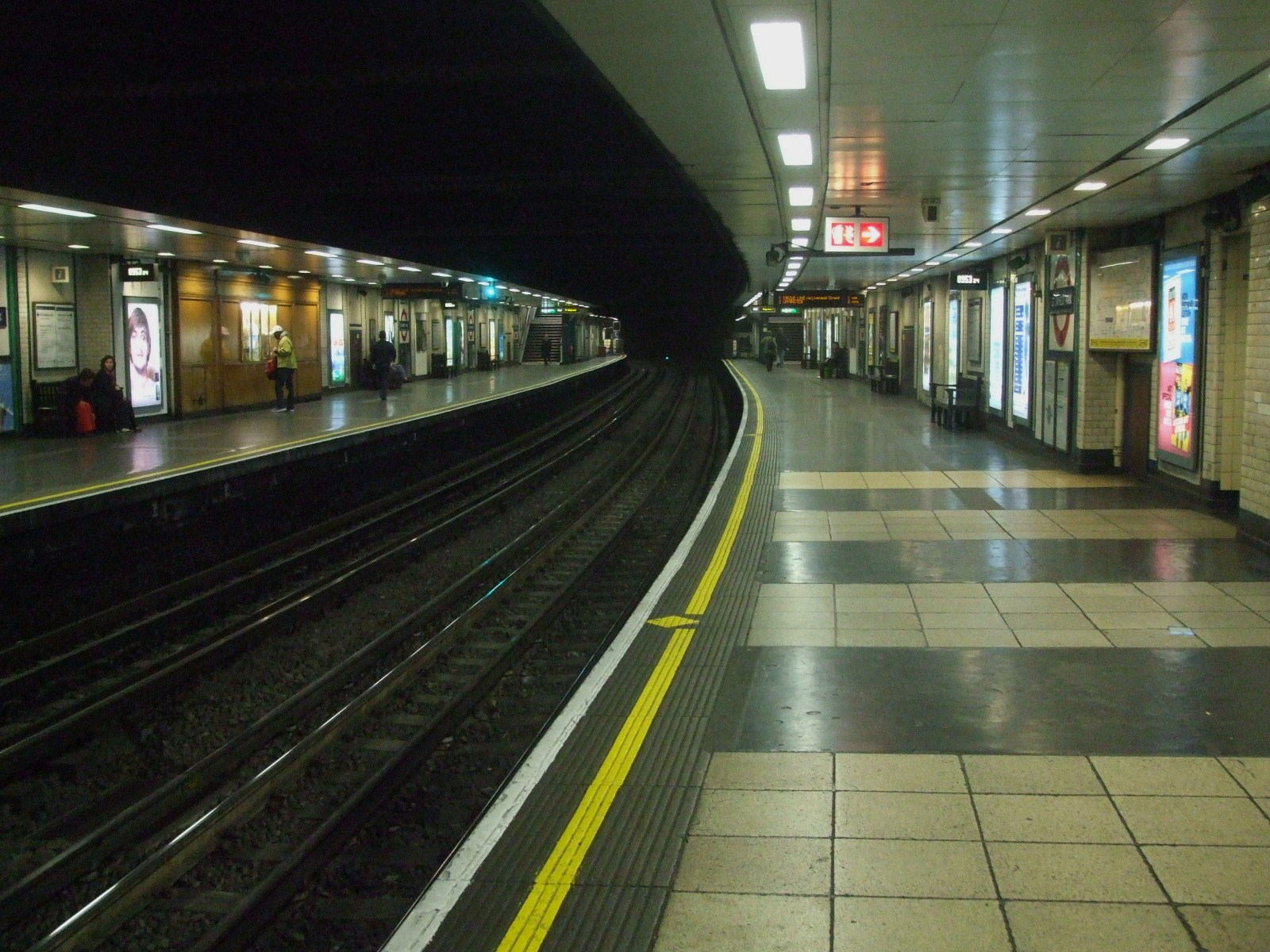